# بادي أوفنتيني
بادي أوفنتيني (بالإنجليزية: Badie Ovnteni)‏ (مواليد 1967) هو ملاكم نيجيري، مثّل بلاده في الألعاب الأولمبية الصيفية 1988.

## روابط خارجية
بادي أوفنتيني على موقع أوليمبيديا (الإنجليزية)